# Minčeta
Minčeta, Minčetafästningen (kroatiska: Tvrđava Minčeta) eller Minčetatornet, är en fästning och torn i Dubrovnik i Kroatien. Den är en integrerad del av Dubrovniks ringmur och utgör Gamla stans nordligaste utpost. Fästningen/tornet uppfördes ursprungligen 1319 under ledning av den lokale byggherren Nikofor Ranjina och uppkallades efter adelsfamiljen Menčetić på vars mark den uppfördes. Det 80 m höga tornet är det högsta och mest monumentala försvarsverket på Dubrovniks ringmur och en av stadens symboler och sevärdheter.       

## Historik och beskrivning
Tornet uppfördes ursprungligen 1319 som ett högrest fyrsidigt fort. Sedan Konstantinopel fallit i de muslimska osmanernas händer 1453 fattade de lokala myndigheterna ett beslut 1455 om att bygga om tornet inför det förmodade osmanska hotet. Till följd av en pestepidemi påbörjades ombyggnationen först 1461 efter ritningar av en av Europas främsta arkitekter vid den tiden, Michelozzo di Bartolommeo från Florens. Sedan di Bartolommeo lämnat staden slutfördes bygget 1464 av arkitekten Juraj Dalmatinac. Det halvcirkelformade Minčetatornet kröns av ett andra torn med skottgluggar högst upp.